# 화려한 외출 (2013년 영화)
"화려한 외출"은 2013년에 개봉한 대한민국의 영화이다.

## 캐스팅
- 김선영 : 은희수 역
- 변준석 : 승호 역
- 김지훈 : 철희 역
- 허정민 : 제이 역
- 오초희 : 제시카 역
- 민지혁 : 준호 역
- 남태부 : 범수 역
- 김다빈 : 하니 역
- 김상일 : 김 사장 역
- 이규현 : 화가 역
- 구본임 : 승호엄마 역
- 김주성 : 스튜디오 직원 역
- 조미라 : 편의점 직원 역
- 임소미 : 모텔녀 역
- 김규환 : 센터직원 역
- 조미라 : 라디오 DJ 역
- 홍도연 : 사진작가 역
- 스위치 (특별출연)
- 코지밴드 (특별출연)
- 조윤경 (특별출연)